# Giro de Lombardía 2020
La 114.ª edición del Giro de Lombardía (oficialmente: Il Lombardia), segundo monumento de ciclismo de la temporada, se celebró el 15 de agosto de 2020 sobre una distancia de 231 kilómetros con inicio en la ciudad de Bérgamo y final en la ciudad de Como en Italia.
La carrera formó parte del UCI WorldTour 2020, siendo la décima competición del calendario de máxima categoría mundial. El vencedor fue el danés Jakob Fuglsang del Astana. Completaron el podio, como segundo y tercer clasificado respectivamente, el neozelandés George Bennett del Jumbo-Visma y el ruso Aleksandr Vlasov, compañero de equipo del ganador.

## Recorrido
El Giro de Lombardía dispuso de un recorrido total de 231 kilómetros iniciando desde Bérgamo en la región de Lombardía hasta Como, pasando por Colle Gallo, Colle Brianza, Madonna del Ghisallo, Muro di Sormano, Civiglio y San Fermo della Battaglia.

## Equipos participantes
Tomaron parte en la carrera un total de 25 equipos, de los cuales asistieron por derecho propio los 19 equipos de categoría UCI WorldTeam y 6 equipos de categoría UCI ProTeam invitados por la organización, quienes conformaron un pelotón de 174 ciclistas de los cuales finalizaron 85. Los equipos participantes fueron:
| WorldTeams (19)- Deceuninck-Quick Step - Groupama-FDJ - Lotto Soudal - EF Pro Cycling - AG2R La Mondiale - Astana - Bahrain McLaren - Bora-Hansgrohe - CCC Team - Cofidis - Israel Start-Up Nation - Movistar Team - Mitchelton-Scott - NTT Pro Cycling - Ineos - Jumbo-Visma - Team Sunweb - Trek-Segafredo - UAE Team Emirates ProTeams (6)- Alpecin-Fenix - Androni Giocattoli-Sidermec - Gazprom-RusVelo - Circus-Wanty Gobert - Bardiani CSF Faizanè - Vini Zabù-KTM |
| |

## Clasificación final
Las clasificaciones finalizaron de la siguiente forma:
| \| Clasificación general \| Clasificación general \| Clasificación general \| Clasificación general \| Clasificación general \| \| Ciclista \| Ciclista \| Equipo \| Tiempo \| \| \| --------------------- \| --------------------- \| ---------------------- \| --------------------- \| --------------------- \| \| 1.º \| Jakob Fuglsang \| Astana \| 5 h 32 min 54 s \| \| \| 2.º \| George Bennett \| Jumbo-Visma \| + 31 s \| \| \| 3.º \| Aleksandr Vlásov \| Astana \| + 51 s \| \| \| 4.º \| Bauke Mollema \| Trek-Segafredo \| + 1 min 19 s \| \| \| 5.º \| Giulio Ciccone \| Trek-Segafredo \| + 1 min 40 s \| \| \| 6.º \| Vincenzo Nibali \| Trek-Segafredo \| + 3 min 31 s \| \| \| 7.º \| Maximilian Schachmann \| Bora-Hansgrohe \| + 4 min 31 s \| \| \| 8.º \| Diego Ulissi \| UAE Team Emirates \| + 5 min 20 s \| \| \| 9.º \| Ben Hermans \| Israel Start-Up Nation \| + 6 min 00 s \| \| \| 10.º \| Mathieu van der Poel \| Alpecin-Fenix \| + 6 min 28 s \| \| \| 11.º \| Alessandro De Marchi \| CCC Team \| + 6 min 51 s \| \| \| 12.º \| Antwan Tolhoek \| Jumbo-Visma \| + 8 min 15 s \| \| \| 13.º \| Richard Carapaz \| Team Ineos \| + 8 min 15 s \| \| \| 14.º \| Simon Clarke \| EF Pro Cycling \| + 10 min 05 s \| \| \| 15.º \| Jesús Herrada \| Cofidis \| + 10 min 09 s \| \| \| 16.º \| Dario Cataldo \| Movistar Team \| + 10 min 18 s \| \| \| 17.º \| Ruben Guerreiro \| EF Pro Cycling \| + 10 min 25 s \| \| \| 18.º \| Lorenzo Rota \| Vini Zabù-KTM \| + 10 min 25 s \| \| \| 19.º \| Wilco Kelderman \| Team Sunweb \| + 10 min 25 s \| \| \| 20.º \| Simon Geschke \| CCC Team \| + 10 min 25 s \| \| |                       |                        |                 |
| |                       |                        |                 |
| Fuente: ProCyclingStats |                       |                        |                 |
| Clasificación general |                       |                        |                 |
| Ciclista | Ciclista              | Equipo                 | Tiempo          |
| 1.º | Jakob Fuglsang        | Astana                 | 5 h 32 min 54 s |
| 2.º | George Bennett        | Jumbo-Visma            | + 31 s          |
| 3.º | Aleksandr Vlásov      | Astana                 | + 51 s          |
| 4.º | Bauke Mollema         | Trek-Segafredo         | + 1 min 19 s    |
| 5.º | Giulio Ciccone        | Trek-Segafredo         | + 1 min 40 s    |
| 6.º | Vincenzo Nibali       | Trek-Segafredo         | + 3 min 31 s    |
| 7.º | Maximilian Schachmann | Bora-Hansgrohe         | + 4 min 31 s    |
| 8.º | Diego Ulissi          | UAE Team Emirates      | + 5 min 20 s    |
| 9.º | Ben Hermans           | Israel Start-Up Nation | + 6 min 00 s    |
| 10.º | Mathieu van der Poel  | Alpecin-Fenix          | + 6 min 28 s    |
| 11.º | Alessandro De Marchi  | CCC Team               | + 6 min 51 s    |
| 12.º | Antwan Tolhoek        | Jumbo-Visma            | + 8 min 15 s    |
| 13.º | Richard Carapaz       | Team Ineos             | + 8 min 15 s    |
| 14.º | Simon Clarke          | EF Pro Cycling         | + 10 min 05 s   |
| 15.º | Jesús Herrada         | Cofidis                | + 10 min 09 s   |
| 16.º | Dario Cataldo         | Movistar Team          | + 10 min 18 s   |
| 17.º | Ruben Guerreiro       | EF Pro Cycling         | + 10 min 25 s   |
| 18.º | Lorenzo Rota          | Vini Zabù-KTM          | + 10 min 25 s   |
| 19.º | Wilco Kelderman       | Team Sunweb            | + 10 min 25 s   |
| 20.º | Simon Geschke         | CCC Team               | + 10 min 25 s   |

## Ciclistas participantes y posiciones finales
Convenciones:
- AB-N: Abandono en la etapa N
- FLT-N: Retiro por llegada fuera del límite de tiempo en la etapa N
- NTS-N: No tomó la salida para la etapa N
- DES-N: Descalificado o expulsado en la etapa N

## UCI World Ranking
El Giro de Lombardía otorgó puntos para el UCI World Ranking para corredores de los equipos en las categorías UCI WorldTeam, UCI ProTeam y Continental. Las siguientes tablas son el baremo de puntuación y los 10 corredores que obtuvieron más puntos:
| Posición   | 1.º | 2.º | 3.º | 4.º | 5.º | 6.º | 7.º | 8.º | 9.º | 10.º | 11.º | 12.º | 13.º | 14.º | 15.º | 16.º-20.º | 21.º-30.º | 31.º-50.º | 51.º-55.º | 56.º-60.º |
| Puntuación | 500 | 400 | 325 | 275 | 225 | 175 | 150 | 125 | 100 | 85   | 70   | 60   | 50   | 40   | 35   | 30        | 20        | 10        | 5         | 3         |

| Clasificación |                       |                        |        |
| Posición      | Ciclista              | Equipo                 | Puntos |
| ------------- | --------------------- | ---------------------- | ------ |
| 1.º           | Jakob Fuglsang        | Astana                 | 500    |
| 2.º           | George Bennett        | Jumbo-Visma            | 400    |
| 3.º           | Aleksandr Vlasov      | Astana                 | 325    |
| 4.º           | Bauke Mollema         | Trek-Segafredo         | 275    |
| 5.º           | Giulio Ciccone        | Trek-Segafredo         | 225    |
| 6.º           | Vincenzo Nibali       | Trek-Segafredo         | 175    |
| 7.º           | Maximilian Schachmann | Bora-Hansgrohe         | 150    |
| 8.º           | Diego Ulissi          | UAE Emirates           | 125    |
| 9.º           | Ben Hermans           | Israel Start-Up Nation | 100    |
| 10.º          | Mathieu van der Poel  | Alpecin-Fenix          | 85     |